# Сязнега (приток Паши)
Сязнега — река в России, протекает по Ленинградской области. Устье реки находится в 46 км по левому берегу реки Паши. Длина реки составляет 38 км, площадь водосборного бассейна — 236 км².

## Данные водного реестра
По данным государственного водного реестра России относится к Балтийскому бассейновому округу, водохозяйственный участок реки — Свирь, речной подбассейн реки — Свирь (включая реки бассейна Онежского озера). Относится к речному бассейну реки Нева (включая бассейны рек Онежского и Ладожского озера).
Код объекта в государственном водном реестре — 01040100812102000013802.